# Arsenio Lupin III
Arsenio Lupin III (ルパン三世?, Rupan Sansei) è il protagonista dell'omonima serie manga e anime, creato da Monkey Punch (pseudonimo di Kazuhiko Katō). Il personaggio è stato classificato come l'ottavo più iconico degli anime da Mania.com. IGN l'ha invece eletto come quindicesimo miglior personaggio degli anime di tutti i tempi.

## Biografia del personaggio
Viene descritto come nipote del celebre Arsène Lupin, protagonista di vari romanzi di Maurice Leblanc. Come il nonno e il padre, è un ladro dalle innumerevoli abilità, ricercato dalla polizia di tutto il mondo, in particolare dall'ispettore Koichi Zenigata dell'Interpol, che è diventato suo acerrimo rivale cercandolo senza sosta in tutto il mondo per arrestarlo, senza però avere successo.
È plausibile che sia nato in Francia, avendo egli stesso affermato di "aver ricevuto il primo bagno nelle acque gelide della Senna". Il nonno era Arsène Lupin, il famoso ladro francese che aveva istituito un premio per i più abili ladri del pianeta, il Lupin d'oro, ideato per mettere a confronto i migliori ladri del mondo in una prova che consisteva nel rubare una scatola contenente tutte le identità dei poliziotti segreti giapponesi e nascosta in uno stanzino nei sotterranei di Scotland Yard. Come suo nonno, Lupin III è il detentore del Lupin d'oro. Inoltre, a più riprese nelle varie serie, si accenna ad antenati italiani e giapponesi di Lupin.
Lupin fa spesso riferimento al nonno, citandone massime di vita o imprese, e lo stima molto.
Alto 179 cm per 63 kg, è noto per l'abilità nei travestimenti ed è in grado di imitare perfettamente le voci, è pure abile nelle tecniche di combattimento e nell'ideare furti geniali. Il suo travestimento preferito è quello del suo rivale, l'Ispettore Zenigata, usato per ottenere informazioni riservate dalla polizia.
Nonostante le sue qualità trasmette spesso un'impressione di stupidità, soprattutto in presenza di belle ragazze, con le quali fa il cascamorto, spesso dimenticando il suo obiettivo. È innamorato di Fujiko Mine, per la quale è disposto ad accontentare qualsiasi richiesta e affrontare qualsiasi rischio, se non la sua stessa vita per salvarla. Lupin corteggia in qualsiasi modo Fujiko ma con scarso successo. Nonostante i continui tradimenti, Lupin è sempre disposto a perdonarla.
Quando non è coinvolto in attività criminali, Lupin di solito trascorre il suo tempo uscendo con belle ragazze, pescando, guidando auto da corsa, partecipando a cene formali, e giocando a biliardo o in un casinò. I suoi cibi preferiti sembrano essere principalmente la cucina francese, il sushi e i frutti di mare; quando è al lavoro può accontentarsi di spaghetti, ramen e gallette. Le sue sigarette preferite sono le Gitanes Caporale. Lupin è allergico ai pistacchi e non sopporta il polpo.

## Personalità
Riconosciuto in tutto il mondo come il ladro numero uno, Lupin è un maestro del travestimento e della deduzione, tiratore scelto e inventore di numerosi gadget utili. Anche se occasionalmente viene arrestato e imprigionato, in genere dal suo nemico dell'ICPO, l'ispettore Koichi Zenigata, riesce sempre a fuggire illeso.
Nel manga originale di Monkey Punch, Lupin è simpatico ma anche arrogante, piuttosto grezzo, e diventa anche spietato per conseguire i suoi obiettivi. Questo è in netto contrasto con il suo più noto sé dell'anime, che sebbene sia un ladro, occasionalmente si presenta come un goffo cavalleresco a cui piace aiutare chi è meno fortunato di lui. Inoltre, Lupin spesso si assume la responsabilità con la sua banda di fermare i criminali coinvolti in crimini più violenti e lasciarli arrestare da Zenigata. Nell'anime, mentre si immagina un casanova, il suo vero successo con le donne è irregolare.
Anche se la lealtà della sua banda è stata un problema a causa di Fujiko propensa a tradire, Lupin lascerà comunque tutto per venire in loro aiuto; inoltre la squadra preferirebbe affrontare la tortura piuttosto che vendere Lupin (o vendersi l'un l'altro) a una terza parte. Questa regola di lealtà si estende curiosamente anche all'ispettore Zenigata, che Lupin considera un rispettato amico e degno rivale. L'ispettore ricambia questo e per gratitudine ha giurato di non tentare mai di uccidere Lupin.
Sembra che Lupin ami rubare più che avere effettivamente il tesoro che cercava. Preferisce la sfida del furto e, finché riesce nel furto, di solito non è così turbato quando finisce a mani vuote; ci sono state volte in cui ha perso l'oggetto o l'ha buttato via intenzionalmente. Ci sono state anche volte in cui Lupin ha rubato un oggetto solo per darlo a qualcun altro, come se appartenesse a loro di diritto o ne avessero bisogno più di lui.
Nonostante la natura criminale delle sue attività, segue un codice d'onore derubando soltanto le persone economicamente più facoltose, e, sebbene uccidere sia contro la sua natura, è disposto a sparare su qualsiasi nemico che minacci i suoi amici o alleati.

## Abilità
Lupin sfrutta l'ingegno, l'inventiva e l'astuzia, e fa molte ricerche per informarsi prima di un suo furto. Mostra un'intuizione sorprendente e una rapida consapevolezza di ciò che lo circonda: per esempio, nello speciale Lupin III vs Detective Conan, non solo ha capito che Conan era molto più intelligente di quanto apparisse, ma aveva anche scoperto la sua identità come Shinichi Kudo. È anche un abile artista di giochi di prestigio che ama confondere i suoi avversari con vari espedienti: ad esempio una sigaretta che esplode in coriandoli, una pistola con un guantone da boxe a molla che colpisce il tiratore, e una gomma da masticare che diventa plastica dopo una breve masticazione. È inventore di numerosi gadget utili e dimostra spesso di avere una conoscenza enciclopedica di vari argomenti, come la storia, le scienze, la fluidità in più lingue eccetera.
È incredibilmente flessibile e veloce, ha una buona destrezza ed è famoso per il suo talento nell'arte del travestimento, essendo in grado di impersonare perfettamente qualsiasi uomo o donna in viso, voce e costume dopo una minima osservazione.
Lupin è un pilota, motociclista e autista di talento. Le sue automobili preferite sembrano essere una Mercedes-Benz SSK del 1928 e una FIAT 500 F gialla del 1965. Da segnalare anche una Alfa Romeo Gran Sport Quattroruote del 1967.
Lupin III possiede come pistola una Walther P38, un'arma ormai desueta e diventata per questo un suo marchio di fabbrica. Si è dimostrato un eccellente tiratore scelto, avendo almeno in un'occasione sparato direttamente nella canna di un'altra pistola, anche se non proprio alla pari di Jigen.
Lupin è un formidabile artista della fuga, capace di scassinare qualsiasi cassaforte o di scappare dalle catene in un attimo. Apparentemente preparato per tutte le contingenze, può liberarsi dalla prigionia anche quando è circondato.
Nonostante la sua facciata di spericolate buffonate infantili (cioè scherni, facce sciocche e avvisi del suo prossimo colpo), la genialità di Lupin per le tattiche e l'originalità smentisce qualsiasi sottovalutazione che il suo comportamento potrebbe aver implicato.

## Creazione
Lo scopo della serie era quello di produrre una serie di avventure in chiave di commedia che riflettessero i tratti del personaggio di Arsène Lupin di Leblanc. Originariamente l'intenzione era quella di mantenere segreti i legami di sangue tra i due personaggi immaginari, tuttavia Monkey Punch fu convinto da altri a non farlo. Ha combinato elementi di Arsène Lupin con James Bond per sviluppare il personaggio e lo ha reso un "uomo spensierato".
Nel manga originale, Lupin e la sua banda di solito lavorano individualmente per i propri obiettivi. L'autore ha spiegato che è solo nell'anime che operano spesso insieme, sospettando una regola non scritta secondo cui tutti e cinque i personaggi principali devono apparire in ogni episodio. Credeva che Lupin e Fujiko fossero simili ai personaggi di D'Artagnan e Milady de Winter e li descrisse come "Non necessariamente amanti, non necessariamente marito e moglie, ma più semplicemente che si divertono come uomo e donna l'uno con l'altra". L'ispettore Zenigata fu concepito come l'arcirivale di Lupin per creare una coppia umana di Tom & Jerry. Monkey Punch ha detto che il fascino di disegnare Lupin deriva dal fatto che il personaggio è in grado di andare ovunque senza ostacoli e di essere in grado di fare quello che vuole e quando vuole. Tuttavia, questo è contrastato dalla personalità severa di Zenigata. L'autore ha detto che crede che la storia di Lupin III non possa mai finire, ma che se dovesse farlo, sia Zenigata che Lupin dovrebbero finire alla pari. O fallirebbero entrambi, vincerebbero entrambi o diventerebbero entrambi molto vecchi.

## Nomi in altri Paesi
- Francia: Edgar de la Cambriole
- Germania: Hardyman
- Messico: Aramis Lupin
- Regno Unito: Arsène Lupin
- Spagna: Arsenio Lupin
- Finlandia: Lupid
- Altri: Lupin the Third

## Accoglienza
Il personaggio è stato classificato come l'ottavo più iconico degli anime da Mania.com. IGN l'ha invece eletto come quindicesimo miglior personaggio degli anime di tutti i tempi. Risulta terzo nella classifica dei 50 personaggi maschili più amati dai giapponesi (dietro Monkey D. Rufy e Son Goku), secondo i voti di 14.000 spettatori raccolti in uno special TV trasmesso su Fuji TV.
Risulta il secondo personaggio maschile preferito nel periodo Shōwa (dietro a Son Goku) e dodicesimo nel periodo Heisei, attraverso i voti di 12.000 ammiratori nipponici, secondo popcorntv.
Compare quattordicesimo nella classifica dei 25 personaggi più popolari dell'animazione giapponese secondo Japan Talk.

## Recensioni
Dopo aver lasciato il suo ruolo nel franchise di Lupin nel 1980 Hayao Miyazaki ha scritto un articolo su Animage nel quale ha discusso la sua visione della serie e del personaggio. Egli ha dichiarato che Lupin era "davvero un personaggio della sua era" ma che nella progressione del franchise era stato superato dal mondo reale. Nonostante ciò Miyazaki pensava ancora con affetto ai primi giorni di Lupin.

## Doppiaggio
Nella versione originale giapponese, Lupin è stato doppiato principalmente da due doppiatori: Yasuo Yamada dal 1971 al 1995 e Kan'ichi Kurita a partire dal 1995. È stato anche doppiato da Nachi Nozawa nel Pilot Film, da Taichirō Hirokawa nel Pilot Film televisivo e da Toshio Furukawa ne La cospirazione dei Fuma.
In Italia è stato doppiato da Roberto Del Giudice dal 1979 al 2007 e da Stefano Onofri a partire dal 2008. È anche stato doppiato da Loris Loddi nel primo doppiaggio de Il castello di Cagliostro, da Luigi Rosa nel secondo e in Lupin III - Una storia senza fine e da Giorgio Melazzi nel terzo doppiaggio de La pietra della saggezza.